# ليو غوميز (لاعب كرة قاعدة)
ليو غوميز (بالإنجليزية: Leo Gómez)‏ هو لاعب كرة قاعدة أمريكي، ولد في 2 مارس 1966 في Canóvanas, Puerto Rico ‏ في الولايات المتحدة.

## وصلات خارجية
- ليو غوميز على موقع دوري كرة القاعدة الرئيسي (الإنجليزية)
- ليو غوميز على موقع الدوري الياباني لكرة القاعدة (الإنجليزية)
- ليو غوميز على موقعبيزبول رفرنس.كوم (الدوري الرئيسي) (الإنجليزية)
- ليو غوميز على موقعبيزبول رفرنس.كوم (الدوري الثانوي) (الإنجليزية)
- ليو غوميز على موقع إي إس بي إن.كوم (أم.أل.بي) (الإنجليزية)
- ليو غوميز على موقع مشجعي الرسوم البيانية (الإنجليزية)